# Fiľakovské Kováče
Fiľakovské Kováče es un municipio del distrito de Lučenec en la región de Banská Bystrica, Eslovaquia, con una población estimada a final del año 2024 de 918 habitantes.
Se encuentra ubicado en el centro-sur de la región, en el valle del río Ipoly —un afluente izquierdo del Danubio— y cerca de la frontera con Hungría.

## Demografía
| Año        | 1994 | 2004    | 2014    | 2024    |
| ---------- | ---- | ------- | ------- | ------- |
| Población  | 880  | 898     | 915     | 918     |
| Diferencia |      | +2,04 % | +1,89 % | +0,32 % |

| Año        | 2023 | 2024    |
| ---------- | ---- | ------- |
| Población  | 904  | 918     |
| Diferencia |      | +1,54 % |